# Pierre Kaffer
Pierre Kaffer (Bad Neuenahr-Ahrweiler, 7 november 1976) is een Duits autocoureur. In 2004 won hij de 12 uur van Sebring en in 2019 won hij de 24 uur van de Nürburgring.

## Carrière
Kaffer begon zijn autosportcarrière in 1990 in het karting. In 1994 stapte hij over naar het formuleracing en debuteerde hij in de Formule Ford. In 1995 won hij binnen deze categorie het Duits kampioenschap en werd hij tweede in het Europees kampioenschap. In 1996 stapte hij over naar de Formule Opel, waar hij zowel het algemene kampioenschap als de Nations Cup won. Tussen 1997 en 2001 nam hij deel aan het Duits Formule 3-kampioenschap en won hij twaalf races in de categorie. Zijn beste seizoen was 2000, toen hij derde in het kampioenschap werd en eveneens de kwalificatierace van de Grand Prix van Macau won. Vanwege een gebrek aan sponsorgeld kon hij echter nooit de overstap naar een hogere formuleklasse maken.
In 2002 stapte Kaffer over naar de Duitse Porsche Carrera Cup. In de eerste race op de Hockenheimring Baden-Württemberg zegevierde hij direct, alhoewel dit zijn enige overwinning van het seizoen bleek te zijn. Hij werd uiteindelijk derde in het kampioenschap. In 2003 keerde hij kortstondig terug naar de Formule 3 en nam hij deel aan de Grand Prix van Macau en de Korea Super Prix. Daarnaast debuteerde hij dat jaar in de Porsche Supercup. Hij won de eerste twee races op het Autodromo Internazionale Enzo e Dino Ferrari en het Circuit de Catalunya en werd derde in de eindstand. Vanwege zijn prestaties kreeg hij van Bobby Rahal twee testsessies in de Champ Car bij zijn team Rahal Letterman Racing. Rahal bood hem een zitje voor het seizoen 2004 aan, maar Kaffer sloeg dit af.

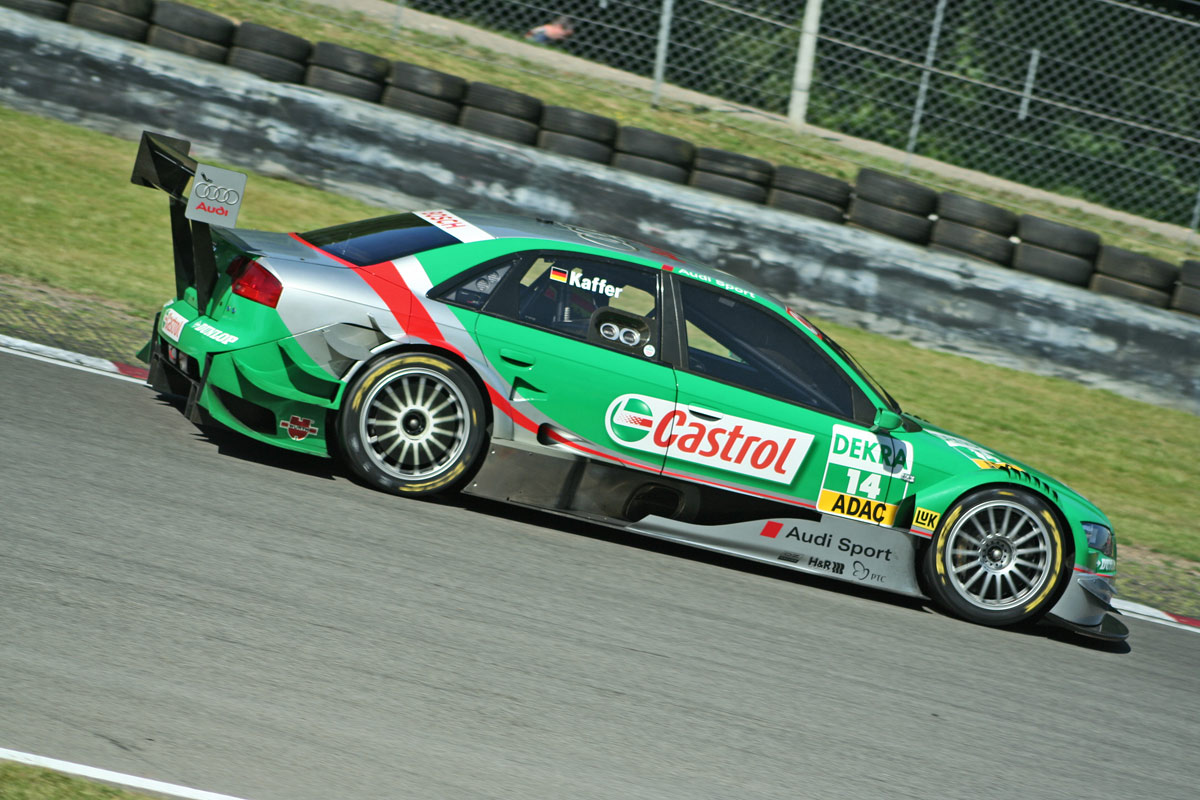
Pierre Kaffer in 2006.

In plaats daarvan ging Kaffer in 2004 aan de slag als fabriekscoureur bij Audi. Hij won dat jaar direct de 12 uur van Sebring en de 1000 kilometer van de Nürburgring. Dat jaar debuteerde hij ook in de 24 uur van Le Mans als teamgenoot van Frank Biela en Allan McNish en eindigde hij als vijfde, ondanks een ongeluk van McNish vroeg in de race waardoor deze niet meer kon rijden. Verder werd hij tweede in de Le Mans Series met zeges op de Nürburgring en Silverstone. In 2005 en 2006 reed hij in de DTM, achtereenvolgens bij Joest Racing en Phoenix Racing. Zijn beste race-uitslag in deze periode was een vijfde plaats op de Lausitzring in zijn debuutseizoen.
In 2007 beëindigde Kaffer zijn samenwerking met Audi en keerde hij terug naar de Duitse Porsche Carrera Cup, ditmaal bij het team Schnabl Engineering. Hij eindigde het seizoen als twaalfde in het klassement. In 2008 keerde hij terug naar de Le Mans Series, waar hij tot het laatste seizoen van het kampioenschap in 2011 actief bleef. 2008 bleek zijn beste seizoen in deze periode met podiumfinishes op het Autodromo Nazionale Monza en Silverstone en een vierde plaats in de GT2-klasse. In 2012 en 2014 nam hij tevens deel aan de opvolger van de klasse, de European Le Mans Series, en behaalde hij in zijn laatste seizoen in de GTE-klasse nog een podiumplaats op het Circuit Paul Ricard.
Kaffer is een jaarlijkse verschijning in de 24 uur van de Nürburgring, waar hij in 2008 bij zijn tweede deelname tweede werd. In 2009 won hij de SP9-klasse en in 2012 werd hij in dezelfde klasse derde. In 2019 won hij voor Phoenix Racing in een Audi R8 LMS voor het eerst de algehele race als teamgenoot van Frank Stippler, Dries Vanthoor en Frédéric Vervisch.
In 2009 nam Kaffer deel aan de American Le Mans Series (ALMS), waar hij met twee overwinningen tweede in de GT2-klasse eindigde. Ook won hij samen met Jaime Melo en Mika Salo de GT2-klasse van de 24 uur van Le Mans. In 2012 behaalde hij in deze race zijn laatste podiumfinish, ditmaal in de LMP2-klasse als teamgenoot van Luis Pérez Companc en Soheil Ayari. In 2010 reed hij zijn enige seizoen in de International GT Open en werd hij direct kampioen, een titel die hij met zijn teamgenoot Álvaro Barba deelde.
In 2012 debuteerde Kaffer in het nieuwe FIA World Endurance Championship (WEC), waar hij in de LMP2-klasse voor PeCom Racing reed. Hij behaalde zijn eerste zege in de 6 uur van Bahrein en stond hiernaast nog vier keer op het podium. Aangezien de LMP2-klasse nog geen apart klassement had, werd hij zestiende in het algehele kampioenschap. In 2013 werden de LMP2-standen wel apart berekend en eindigde Kaffer hierin als vierde met een overwinning in de 6 uur van Spa-Francorchamps en drie andere podiumfinishes. Tussen 2014 en 2016 reed hij binnen het WEC in de LMP1-klasse bij het privéteam Lotus. In die tijd behaalde hij drie zeges; twee in 2015 (de 6 uur van de Nürburgring en de 6 uur van het Circuit of the Americas) en een in 2016 (de 6 uur van Shanghai).

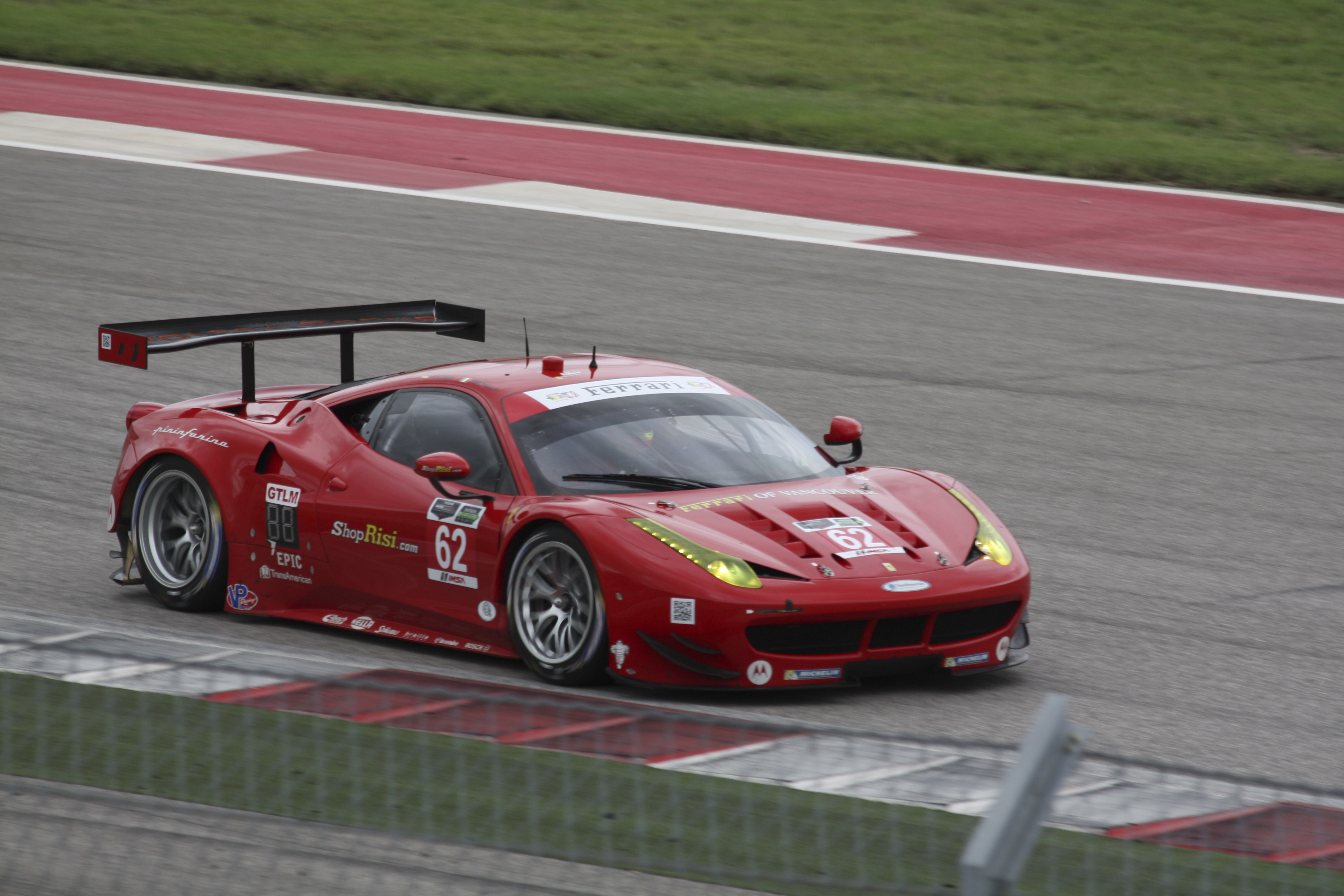
Pierre Kaffer op het Circuit of the Americas in 2014.

In 2014 en 2015 reed Kaffer in het IMSA SportsCar Championship, de opvolger van de ALMS. In de GTLM-klasse won hij in zijn eerste seizoen tweemaal op Road America en de Virginia International Raceway, maar omdat hij de eerste drie races miste, werd hij slechts dertiende in het eindklassement. In 2015 won hij geen races, maar stond hij wel vijf keer op het podium, waardoor hij zich verbeterde naar de vierde plaats in de eindstand. In 2017 stapte hij over naar de Pirelli World Challenge, waarin hij elfde in de GT Sprint-klasse werd.
In 2018 nam Kaffer deel aan zowel de Blancpain GT Series Endurance Cup als de Blancpain GT Series Sprint Cup voor Attempto Racing. In de Endurance Cup reed hij vier van de vijf races met een dertiende plaats in de seizoensopener op Monza als beste resultaat. In de Sprint Cup, waarin hij de auto met Pieter Schothorst deelde, was een zesde plaats op Brands Hatch zijn beste resultaat. Ook kwam hij uit in de ADAC GT Masters voor het team EFP by TECE. In een grotendeels teleurstellend seizoen was zijn enige puntenfinish een overwinning op de Sachsenring. In 2019 keerde hij terug in dit kampioenschap en was een negende plaats op de Motorsport Arena Oschersleben zijn beste uitslag. In 2020 kwam hij niet verder dan een dertiende plaats op de Lausitzring en in 2021 behaalde hij zijn beste resultaat met een tiende plaats op hetzelfde circuit.
In 2021 debuteerde Kaffer als fulltime coureur in de 24H Series en behaalde hij drie podiumplaatsen in de GT3-Am-klasse. In 2022 reed hij in de algemene GT3-klasse en stond hij in elke race op het podium, inclusief een overwinning op Hockenheim. Na een uitstapje naar de GT2 European Series in 2023, waar hij in de ProAm-klasse tweemaal op het podium finishte, keerde hij in 2024 terug in de 24H Series. Hij won de races op het Misano World Circuit Marco Simoncelli en in Barcelona en werd zo kampioen in de GT3 Pro Am-klasse. In 2025 reed hij zijn eerste volledige seizoen in de Le Mans Cup voor M Racing, het team van Yvan Muller.